# Рущенков Володимир Павлович
Володимир Павлович Рущенков (нар. 8 серпня 1939, тепер Російська Федерація) — радянський військовий діяч, генерал-лейтенант танкових військ. Депутат Верховної Ради УРСР 11-го скликання.

## Біографія
З 1958 року служив у Радянській армії.
Член КПРС з 1962 року.
Закінчив Академію бронетанкових військ та Військову академію Генерального штабу Збройних Сил СРСР імені Ворошилова.
Був командиром 48-ї навчальної танкової дивізії Київського Червонопрапорного військового округу — навчального центру «Десна» Чернігівської області.
У липні 1985 — травні 1988 року — командувач 2-ї гвардійської танкової армії Групи радянських військ у Німеччині.
Потім — у відставці.

## Звання
- генерал-майор танкових військ (30.10.1978)
- генерал-лейтенант танкових військ (31.10.1986)

## Нагороди
- орден Червоної Зірки
- орден «За службу Батьківщині у Збройних Силах СРСР» ІІІ-го ст.
- ордени
- медалі